# Kolcomysz turecka
Kolcomysz turecka (Acomys cilicicus) – gatunek ssaka z podrodziny sztywniaków (Deomyinae) w obrębie rodziny myszowatych (Muridae), występujący endemicznie w Turcji.

## Zasięg występowania
Kolcomysz turecka znana jest tylko z trzech stanowisk w pobliżu Silifke rozciągających się na długości około 15 km wzdłuż śródziemnomorskiego wybrzeża Anatolii w południowej Turcji; granice północne zasięgu nieznane.

## Taksonomia
Gatunek po raz pierwszy zgodnie z zasadami nazewnictwa binominalnego opisała w 1978 roku austriacka teriolożka Friederike Spitzenberger, nadając mu nazwę Acomys cilicicus. Holotyp pochodził z obszaru 17 km na wschód od Silifke, w Vil Mersin, w azjatyckiej części Turcji. 
A. cilicicus był uważany za podgatunek A. cahirinus lub A. dimidiatus, lub po prostu umieszczany w kompleksie gatunkowym  A. cahirinus-dimidiatus. Badania molekularne przedstawicieli kompleksu gatunkowego A. cahirinus-dimidiatus pozwoliły na utworzenie kladu złożonego z A. minous, A. cilicicus i A. nesiotes. Ze względu na niskie zróżnicowanie genetyczne i chromosomalne (kariotyp A. cilicicus jest niemal identyczny z A. cahirinus i podobny do A. nesiotes) oraz brak izolacji rozrodczej (w niewoli) A. cilicicus i A. minous zostały uznane za podgatunki A. cahirinus. Niemniej jednak, ponieważ nie mogą się rozmnażać ze względu na rozłączne rozmieszczenie i wyraźne różnice morfologiczne (np. w budowie prącia), dopóki nie przeprowadzi się pełniejszych analiz molekularnych, są tymczasowo uważane za odrębne gatunki. Autorzy Illustrated Checklist of the Mammals of the World uznają ten takson za gatunek monotypowy.

### Etymologia
- Acomys: gr. ακη akē „ostry punkt”; μυς mus, μυός muos „mysz”[8].
- cilicicus: Cylicja (łac. Cilicia), kraina historyczna na pograniczu Azji Mniejszej i Syropalestyny[9].

## Morfologia
Długość ciała (bez ogona) 91–121 mm, długość ogona 91–117 mm, długość ucha 16–20 mm, długość tylnej stopy 16–20 mm; masa ciała 29–63 g.

## Populacja
Ze względu na wątpliwości co do pozycji taksonomicznej kolcomyszy tureckiej, Międzynarodowa Unia Ochrony Przyrody obecnie nie przydziela temu gatunkowi kategorii zagrożeń. W spisie z 1996 roku był on uznawany za gatunek krytycznie zagrożony. Nie jest znany rozmiar ani trend rozwoju populacji. W miejscu występowania gatunku intensywnie rozwija się turystyka, co może stanowić zagrożenie dla tych gryzoni.